# Spirunius coxipunctus
Genre
Espèce
Spirunius coxipunctus, unique représentant du genre Spirunius, est une espèce d'opilions laniatores de la famille des Cranaidae.

## Distribution
Cette espèce est endémique de la province du Guayas en Équateur. Elle se rencontre vers Naranjito.

## Description
Le syntype mesure 6 mm.

## Publication originale
- Roewer, 1932 : « Weitere Weberknechte VII (7. Ergänzung der: "Weberknechte der Erde", 1923) (Cranainae). » Archiv für Naturgeschichte, (N.F.), vol. 1, p. 275–350.